# 豊嶌雅男
豊嶌 雅男（とよしま まさお、1919年12月23日 - 1945年3月10日）は、大阪府大阪市出身で出羽海部屋に所属した大相撲力士。本名は西村 雅男（にしむら まさお）。最高位は西関脇。

## 来歴
興國商業学校時代は柔道で鳴らし、1937年5月場所に出羽海部屋から初土俵を踏む。1941年5月場所で新入幕を果たすと、この場所では11勝4敗の好成績を挙げる。1942年1月場所には双葉山定次から金星を獲得して10勝5敗、その後も勝ち越しを続け関脇に昇進した。安藝ノ海節男に続く出羽海部屋一門の有望株として期待されたほか、突き押し一途の取り口が戦時中の社会情勢とも合致したため、人気力士として名が挙がるほどであった。このように双葉山定次には2勝5敗と善戦したが羽黒山政司には6連敗と全く勝てず、佐賀ノ花勝巳にも1勝6敗と苦戦と波のある成績が原因で関脇止まりであった。それでも、豊嶌が後述の通り25歳の若さで東京大空襲の犠牲にならなければ将来は横綱にもなれただろうと先輩の安藝ノ海は後に語っていた。
1944年11月場所には再び双葉山定次に勝って2度目の金星を挙げたが、これが豊嶌の最後の華となった。翌年、豊嶌は不幸にも1945年3月10日の東京大空襲で被災し、隅田川沿いの東武伊勢崎線の鉄橋下で焼けた両腕で岸辺に掴まったままの姿で焼死体となって発見された。25歳没。なお、この大空襲では豊嶌の他にも元小結で当時前頭であった枩浦潟達也も大相撲関係の犠牲者の一人に数えられている。引退後、横綱となる北の湖敏満を育てることになる元大関の増位山大志郎（先代、後の9代三保ヶ関）とは同部屋（師匠の死去で、引退まで出羽ノ海部屋に移籍していた。）で同い年、無二の親友で仲が良く、当日も東富士欽壹（第40代横綱）と共に直前まで行動を共にしていたが豊嶌とは浅草に向かう道中で別れ、そのまま生死を分けたと言う。「あの時、一緒に浅草に向かっていたら、間違いなく自分も死んでいた。」と、9代三保ヶ関が語ったことが石井代蔵執筆の「大相撲親方列伝」に書かれている。

## 主な成績
- 通算成績：112勝65敗 勝率.633
- 幕内成績：61勝49敗 勝率.555
- 現役在位：17場所
- 幕内在位：8場所
- 三役在位：4場所（関脇1場所、小結3場所）
- 金星：2個（双葉山定次）

### 場所別成績
| 1937年 （昭和12年） | x                  | （前相撲）         | x                 |
| 1938年 （昭和13年） | 東序ノ口30枚目 3–4 | 東序二段41枚目 6–1 | x                 |
| 1939年 （昭和14年） | 東三段目43枚目 7–0 | 東幕下39枚目 7–1   | x                 |
| 1940年 （昭和15年） | 西幕下7枚目 5–3    | 東十両15枚目 10–5  | x                 |
| 1941年 （昭和16年） | 西十両3枚目 13–2   | 東前頭16枚目 11–4  | x                 |
| 1942年 （昭和17年） | 西前頭5枚目 10–5 ★ | 西小結 8–7         | x                 |
| 1943年 （昭和18年） | 東小結 10–5        | 西関脇 6–9         | x                 |
| 1944年 （昭和19年） | 東前頭2枚目 10–5   | 西小結 1–9         | 西前頭4枚目 5–5 ★ |
| 各欄の数字は、「勝ち-負け-休場」を示す。 優勝 引退 休場 十両 幕下 三賞：敢=敢闘賞、殊=殊勲賞、技=技能賞 その他：★=金星 番付階級：幕内 - 十両 - 幕下 - 三段目 - 序二段 - 序ノ口 幕内序列：横綱 - 大関 - 関脇 - 小結 - 前頭（「#数字」は各位内の序列） |                    |                    |                   |

- 1945年3月10日の東京大空襲で戦災死

### 幕内対戦成績
| 力士名   | 勝数 | 負数 | 力士名 | 勝数 | 負数 | 力士名 | 勝数 | 負数 | 力士名   | 勝数 | 負数 |
| -------- | ---- | ---- | ------ | ---- | ---- | ------ | ---- | ---- | -------- | ---- | ---- |
| 青葉山   | 0    | 1    | 東冨士 | 0    | 3    | 大熊   | 1    | 0    | 小戸ヶ岩 | 1    | 0    |
| 柏戸     | 6    | 1    | 桂川   | 1    | 0    | 神風   | 5    | 2    | 清美川   | 1    | 0    |
| 九ヶ錦   | 3    | 1    | 高津山 | 2    | 0    | 小松山 | 4    | 0    | 佐賀ノ花 | 1    | 6    |
| 佐渡ヶ嶋 | 1    | 0    | 鯱ノ里 | 1    | 0    | 楯甲   | 1    | 1    | 玉ノ海   | 4    | 1    |
| 鶴ヶ嶺   | 4    | 1    | 照國   | 0    | 1    | 輝昇   | 1    | 4    | 十勝岩   | 0    | 1    |
| 名寄岩   | 4    | 2    | 羽黒山 | 0    | 6    | 備州山 | 2    | 0    | 二瀬川   | 2    | 3    |
| 双葉山   | 2    | 5    | 双見山 | 3    | 2    | 前田山 | 2    | 3    | 三根山   | 1    | 1    |
| 緑國     | 1    | 0    | 若潮   | 3    | 0    | 若港   | 1    | 1    |          |      |      |